# Reichenows bosklauwier
Reichenows bosklauwier (Chlorophoneus nigrifrons; synoniem: Telophorus nigrifrons) is een zangvogel uit de familie Malaconotidae (bosklauwieren). Deze vogel is genoemd naar de Duitse ornitholoog Anton Reichenow die de vogel in 1896 wetenschappelijk heeft beschreven.

## Verspreiding en leefgebied
Deze soort komt voor in oostelijk Afrika en telt drie ondersoorten:
- C. n. nigrifrons: centraal Kenia, Tanzania en noordelijk Malawi.
- C. n. manningi: zuidoostelijk Congo-Kinshasa en noordelijk Zambia.
- C. n. sandgroundi: zuidoostelijk Malawi, Mozambique, oostelijk Zimbabwe en noordoostelijk Zuid-Afrika.

## Status
De grootte van de populatie is niet gekwantificeerd maar de soort heeft een versnipperde verspreiding en wordt omschreven als plaatselijk schaars tot talrijk. Op de Rode lijst van de IUCN heeft deze soort de status niet bedreigd.